# Deltamys kempi
Deltamys kempi (tidigare Akodon kempi) är en däggdjursart som först beskrevs av Thomas 1917.  Deltamys kempi är ensam i släktet Deltamys som ingår i familjen hamsterartade gnagare. Inga underarter finns listade.
Det vetenskapliga namnet för släktet, Deltamys, syftar på deltat för Paranáfloden, där arten förekommer och på gnagare (mus). Med artepitet hedras en Robin Kemp som fångade gnagare i området för museer i Storbritannien.
Denna gnagare förekommer i sydöstra Sydamerika från södra Brasilien (Rio Grande do Sul) över Uruguay till nordöstra Argentina. Habitatet utgörs främst av marskland och andra gräsmarker som översvämmas. Arten hittas även i galleriskogar. Födan utgörs av insekter och olika växtdelar. Deltamys kempi jagas själv av ugglor.
Deltamys kempi räknades tidigare till släktet sydamerikanska fältmöss (Akodon) och den liknar i utseende detta släktes arter. Pälsen hos Deltamys kempi är allmänt lite mörkare. Fram- och bakfötter har en mörkgrå färg. Det finns ingen ring kring ögonen och öronen är små och avrundade. Hela längden (inklusive svansen) ligger vid 18 cm och den genomsnittliga vikten är 26,5 gram.
Arten bygger bon av växtdelar som placeras i trädens håligheter eller på andra lämpliga platser. Fortplantningen sker troligen under den tidiga våren och per kull föds upp till fyra ungar. Övriga levnadssätt borde vara som hos närbesläktade gnagare.